# Paul Léautaud
Pour les articles homonymes, voir Léautaud et Boissard.
Paul Léautaud (pseudonyme : Maurice Boissard), né le 18 janvier 1872 à Paris 1er arrondissement, et mort le 22 février 1956 à Châtenay-Malabry, est un écrivain et critique dramatique français.
Son père est indifférent, sa mère est absente. Paul Léautaud quitte l’école à 15 ans, exerce des petits emplois, s’éduque lui-même en lisant tard le soir les grands auteurs. Connu des milieux littéraires dès 1903 avec Le Petit Ami, du grand public seulement en 1950 après ses entretiens radiophoniques avec Robert Mallet, il publie peu, ayant en horreur la « littérature alimentaire ». Pour sa liberté d’écrire, il accepte, en 1907, un travail mal payé d’employé au Mercure de France. Chargé — un temps seulement — de la chronique dramatique sous le nom de plume de « Maurice Boissard », il se fait connaître par sa franchise, et son esprit moqueur et subversif.
Solitaire, pauvre, recueillant les animaux abandonnés dans son pavillon de Fontenay-aux-Roses, il consacre 60 ans à son Journal, qu’il qualifie de littéraire, où il relate, au jour le jour, sous l'impression, les événements qui le touchent. « Je n’ai vécu que pour écrire. Je n’ai senti, vu, entendu les choses, les sentiments, les gens que pour écrire. J’ai préféré cela au bonheur matériel, aux réputations faciles. J’y ai même souvent sacrifié mon plaisir du moment, mes plus secrets bonheurs et affections, même le bonheur de quelques êtres, pour écrire ce qui me faisait plaisir à écrire. Je garde de tout cela un profond bonheur. »
Ses dernières paroles avant de mourir ont été : « Maintenant, foutez-moi la paix. »
Marie Dormoy, dont il devient l'amant en 1933, fut sa légataire universelle et son exécutrice testamentaire ; elle contribua à faire publier et connaître son Journal littéraire après sa mort.

## Biographie

### Enfance et jeunesse
« Une mère un peu catin qui m’a laissé tranquille dès ma naissance, un père qui était un brillant cascadeur plein de succès de femmes et qui ne s’occupait pas de moi. Enfin, ces gens qui m’ont laissé faire ma vie moi-même… je trouve que c’est quelque chose. »
Paul Léautaud naît le 18 janvier 1872 dans le premier arrondissement de Paris au no 37 de la rue Molière, de parents comédiens.
Son père, Firmin Léautaud (1834-1903), d’une famille de paysans de Fours dans les Basses Alpes, vient à Paris vers l’âge de 20 ans ; admis au Conservatoire, il obtient un deuxième prix de comédie, joue dans différents théâtres dont l’Odéon, puis entre, en 1874, à la Comédie-Française comme souffleur, emploi qu’il occupe durant 23 ans.
Les femmes se succèdent chez Firmin Léautaud. Parmi elles, Jeanne Forestier (1852-1916), chanteuse d’opérette, a donné la vie à Paul. Elle reprend son métier après la naissance de l'enfant et part dans des tournées. Avant sa relation avec Jeanne Forestier, Firmin avait été en ménage avec Fanny Forestier, sa sœur aînée, actrice elle aussi, dont il avait une fille, Hélène, morte en 1882. Paul n’a jamais connu cette demi-sœur - et cousine germaine. 
Firmin Léautaud met son fils en nourrice jusqu’à l’âge de 2 ans, puis le reprend chez lui et engage une vieille bonne Marie Pezé qui s’occupe de l’enfant pendant une dizaine d’années. « Maman Pezé », que Paul considère comme sa mère, l’emmène chaque soir coucher dans sa propre chambre, rue Clauzel, pour qu’il ne soit pas témoin des aventures de son père. Paul revoit, une huitaine de fois lors de courtes visites, sa mère qui part ensuite à Genève, épouse en 1895 le docteur Hugues Oltramare dont elle aura deux enfants, et ne reverra son fils que vingt ans plus tard, à l’occasion de la mort de sa sœur Fanny, à Calais, en 1901. Cette rencontre fournit à Paul Léautaud la matière des derniers chapitres de son livre en cours, Le Petit Ami. S’ensuit une correspondance émouvante, publiée par le Mercure de France en 1956, Lettres à ma mère, entre la mère et le fils qui dure 6 mois, puis les lettres de Paul restent sans réponse.
Léautaud grandit dans les quartiers Saint-Georges et Rochechouart. Il habite chez son père, no 13 puis no 21 rue des Martyrs.
« À cette époque, mon père descendait chaque matin au café, avant le déjeuner. Il avait treize chiens. Il descendait la rue des Martyrs avec ses chiens et tenant à la main un fouet dont il ne se servait pas pour les chiens. Quand une femme passait qui lui plaisait, il l’attrapait par derrière en passant le fouet autour d’elle. »
Dès leur installation dans ce nouveau logis, Firmin remet une clef à son fils de 5 ans : « Fais ce que tu veux pourvu que tu sois là pour le diner, et que tu ne sois pas ramené par un gendarme. »
Son père ne s’occupe guère de lui mais il l’amène à la Comédie-Française dans sa boîte de souffleur, et le laisse circuler dans les couloirs et les coulisses du théâtre. En 1881, Firmin Léautaud installe chez lui une bonne de 16 ans, Louise Viale, qu’il finira par épouser et dont il aura un fils, Maurice, demi-frère de Paul. Il renvoie Marie Pezé et quitte Paris pour Courbevoie. Paul Léautaud fait ses études à l’école communale de Courbevoie dans l’indifférence paternelle. Il s’y lie d'amitié avec Adolphe van Bever « d’une précocité étonnante et d’un naturel hardi, entreprenant, organisant des conférences littéraires à 15 ans à la mairie de Neuilly ». En 1887, à 15 ans, après son certificat d’études, Paul quitte l’école et exerce à Paris de petits métiers. C’est un enfant soumis et docile. Le soir, il rentre à la maison. Le salaire à peine versé, est prélevé par son père.
En 1890, à 18 ans, il quitte Courbevoie et s’installe à Paris. « Pendant huit ans, j’ai déjeuné et dîné d’un fromage de quatre sous, d’un morceau de pain, d’un verre d’eau, d’un peu de café. La pauvreté, je n’y pensais pas, je n’en ai jamais souffert. »
En 1894, il devient clerc dans une étude d’avoué, l’étude Barberon, 17 quai Voltaire, puis, de 1902 à 1907, s’occupe de liquidations de successions chez un administrateur judiciaire, M. Lemarquis, rue Louis-le-Grand. Son goût pour les lettres se dessine. Il consacre de longues soirées à la lecture : Barrès, Renan, Taine, Diderot, Voltaire et Stendhal, qui est une révélation.
« J'ai appris tout seul, par moi-même, sans personne, sans règles, sans direction arbitraire, ce qui me plaisait, ce qui me séduisait, ce qui correspondait à la nature de mon esprit (on n'apprend bien que ce qui plaît). »
En 1895, il va porter un poème, Élégie, dans le goût symboliste de l’époque,  au Mercure de France . Le directeur Alfred Vallette le publie dans le numéro de septembre.

### Le Mercure
« Une collaboration de 45 années, doublée de mon emploi comme secrétaire pendant 33 ans, une intimité de chaque jour, depuis 1895, avec Alfred Vallette. »

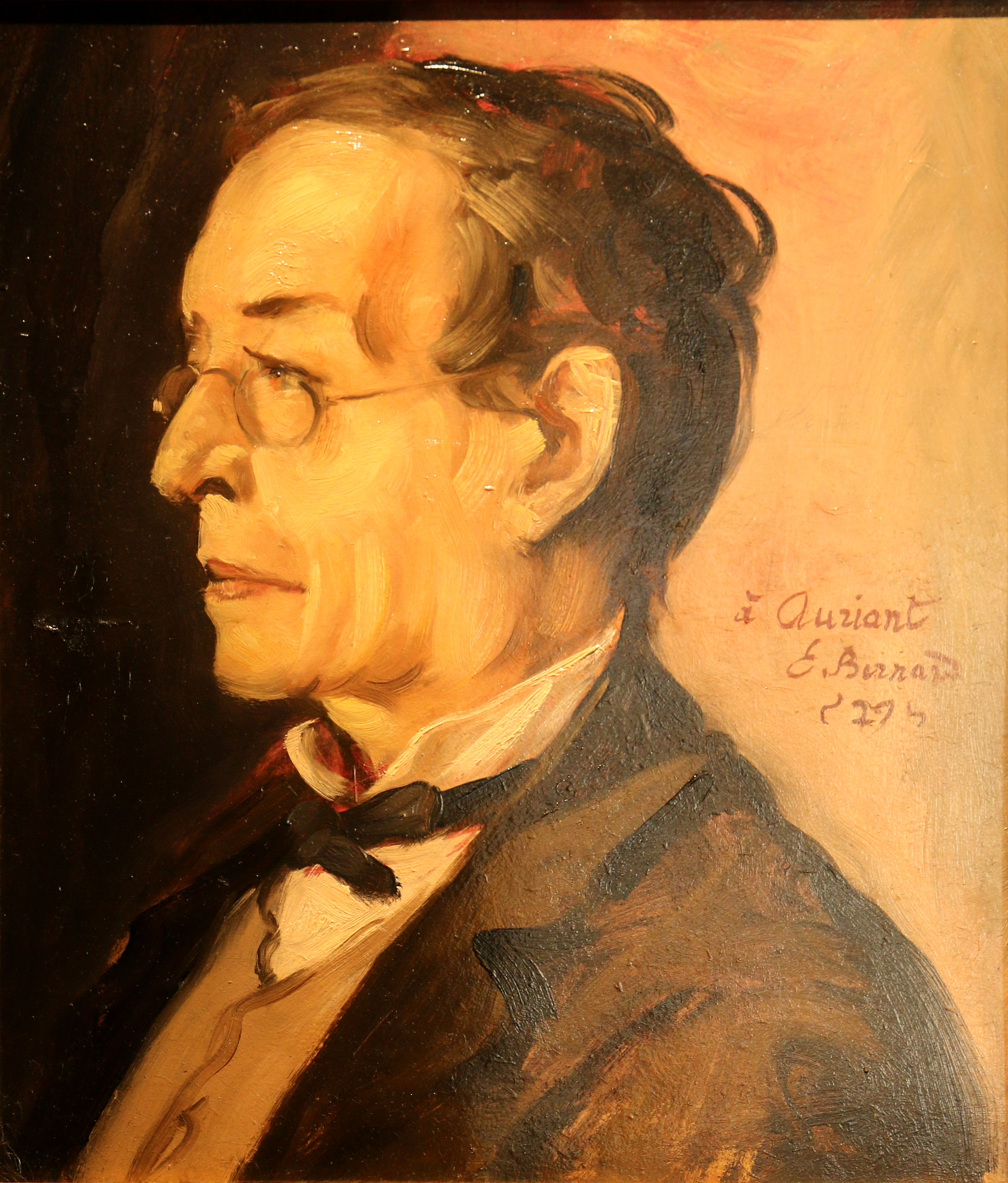
En 1929 par Émile Bernard. Alceste, un satirique, un homme d'une gaîté mauvaise, aux plaisanteries mordantes, aux vérités cruelles dites avec des éclats de rire, l'excès de clairvoyance et de désenchantement aboutissant à une sorte de moquerie féroce avec bonne humeur. Ce que je suis.

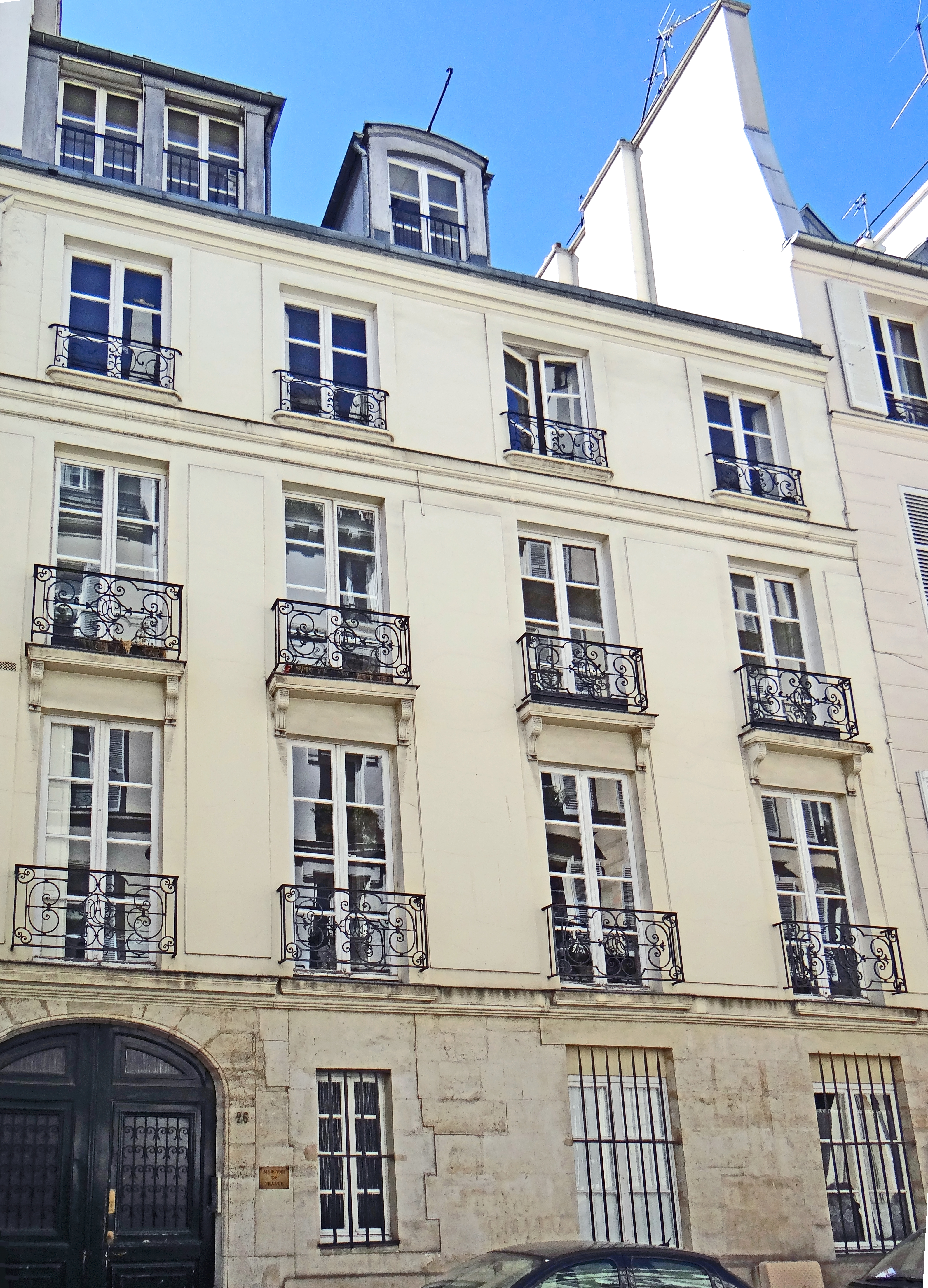
Immeuble du Mercure de France, 26 rue de Condé (6e arr.), ancien hôtel de Beaumarchais. Léautaud a son bureau au premier, où il restera plus de 30 ans.

Le Mercure de France, est alors non seulement une revue littéraire et une maison d’édition, mais aussi un centre littéraire, un vivier de la génération symboliste, attirant des écrivains : Guillaume Apollinaire, Remy de Gourmont, Alfred Jarry, Henri de Régnier, Paul Valéry, André Gide.
Paul Léautaud a 23 ans. Alfred Vallette l’encourage, lui conseille d’écrire en prose,  et ils passent ensemble les après-midi du dimanche. Il se lie en particulier avec Remy de Gourmont et Paul Valéry, alors inconnu. Au Mercure nait la longue amitié entre Léautaud et Valéry.
En 1899, il commence, avec Van Bever, à préparer l’édition des Poètes d'Aujourd'hui pour rendre accessibles au public lettré les œuvres des poètes contemporains. Ils en choisissent trente-quatre et se partagent les notices de présentation. Léautaud fait découvrir le talent d’Apollinaire, dont il fait publier, au Mercure, La Chanson du mal-aimé, mais il prend ses distances avec la poésie et suit le conseil de Vallette d’écrire en prose.
« J’ai perdu dix ans de ma vie intellectuelle à me laisser bercer par les ronrons de ces farceurs de poètes, qui sont, je le pense fermement, zéro pour la culture spirituelle et les progrès de l’esprit. Je m’en suis aperçu le jour que j’ai lu certains livres qui m’ont réveillé, qui ne m’ont rien appris certes (les livres n’apprennent rien), mais qui m’ont fait prendre conscience de moi-même. »

#### Le Petit Ami
En 1902, Léautaud apporte au Mercure une œuvre en grande partie autobiographique, Souvenirs légers, que Vallette, sur l’avis favorable d’Henri de Régnier, accepte de publier sous le nom de Le Petit Ami. Tiré à 1 100 exemplaires, il ne sera épuisé qu’en 1922. Le livre est pourtant bien accueilli par le milieu littéraire. Le jury Goncourt s’y intéresse. Octave Mirbeau et Lucien Descaves veulent lui donner le prix. Marcel Schwob introduit l’auteur dans son salon littéraire où il rencontre Gide et se lie avec Marguerite Moreno.
Mais la forme du livre ne satisfait pas Léautaud : « Que de fautes de goût ! Que de descriptions vulgaires ! Il faudrait que j'enlève tout ça un jour. Il y a là-dedans trop de choses auxquelles je tiens, trop de choses de ma vie pour les laisser présentées ainsi. ») . Il s’opposera toujours à sa réimpression, réécrira les deux premiers chapitres et n’ira pas plus loin.
Il continue dans la même veine avec In memoriam, le récit de la mort de son père. « Je tiens que ma carrière d’écrivain commence à In memoriam. En deux ans j’ai fait des progrès énormes vers la vérité — la vérité qui consiste à ne pas hésiter — et dans le style. »
En 1907, Vallette, sous l’influence de Remy de Gourmont, lui propose une place de secrétaire de rédaction aux éditions du Mercure, 26 rue de Condé. Léautaud accepte pour assurer sa liberté d'écrivain : « Toute ma liberté littéraire tient à cela, joint à la modestie de mes goûts et de mes besoins ». En 1911, il occupe son bureau, au premier, où il restera plus de trente ans, chargé de la réception des manuscrits et de la publicité. « Son fauteuil était assez souvent inoccupé, la recherche de croûtons de pains l’obligeant à bien des courses chez les concierges de la rive gauche qu’il avait intéressées à sa ménagerie. Il reparaissait généralement vers 4 ou 5 heures, porteur d’un sac dont il étalait le contenu sur le plancher de son bureau ; il s’agenouillait pour en faire le tri, et ce qu’on voyait d’abord, en entrant, c’était la partie postérieure de son individu » écrit son ami André Billy. La collaboration avec Valette se fait sans trop de heurts. Il y a entre eux une totale entente littéraire, tout au moins jusqu’en 1914, mais les questions financières les opposent, Léautaud trouvant qu’il en fait trop pour ses maigres appointements et ne se gênant pas pour s’absenter, Vallette tenant le raisonnement inverse.
En 1912, il s’installe dans le pavillon, au no 24 de la rue Guérard à Fontenay-aux-Roses, où il restera jusqu’au 21 janvier 1956. Délabré et dépourvu de confort, ce pavillon a un grand jardin en friche (« J'ai un grand jardin, tout à fait à l'abandon. Tout y pousse à son gré, les arbres et les herbes. Je n'y suis jamais. »), peuplé d'animaux — de 1912 à sa mort, il recueillera plus de 300 chats et 125 chiens abandonnés — dont sa guenon Guenette, perdue et réfugiée dans un arbre en 1934.

#### Les Chroniques de Maurice Boissard
Pendant longtemps, Léautaud n’est connu qu’en tant que critique dramatique, le succès du Petit Ami ayant été oublié. Il tient la rubrique des théâtres au Mercure, de 1907 à 1921, sous le pseudonyme de « Maurice Boissard », présenté comme un vieux monsieur, n’ayant jamais manié une plume, n’acceptant de tenir la rubrique que pour aller au théâtre gratuitement, mystification éventée par Octave Mirbeau qui reconnaît le style de Léautaud à la troisième chronique.
Il se fait remarquer par son esprit d’indépendance, sa franchise brutale, son non-conformisme. Ses critiques sont, la plupart du temps, féroces et lui attirent des conflits avec les auteurs. Des lecteurs le trouvent immoral, scandaleux, subversif. Quand une pièce lui déplait, il parle d’autres choses, de lui-même, de ses chiens, de ses chats...
Les lecteurs adorent ou détestent, écrivent au Mercure qu’ils achètent la revue uniquement pour la rubrique théâtrale ou qu’ils se désabonnent. En 1921, lassé par les récriminations des lecteurs et de son épouse Rachilde qui reproche à Léautaud d’éreinter des gens qui fréquentent son salon littéraire, Vallette lui retire la chronique des théâtres, mais crée pour lui la chronique Gazette d’hier et d’aujourd'hui, dans laquelle il publiera des essais, en partie repris dans Passe-Temps (1928).
Aussitôt, Jacques Rivière lui offre la rubrique des théâtres à la La Nouvelle Revue française, et Gaston Gallimard lui propose d’éditer en deux volumes un choix de ses articles de critique dramatique parus dans le Mercure de France. Léautaud accepte, mais, négligeant, ne donne le texte du premier volume qu’en 1927 et celui du second qu’en 1943. En 1923, Rivière lui demandant la suppression d’un passage désobligeant sur Jules Romains, alors un des principaux collaborateurs de la NRF, Léautaud refuse et préfère donner sa démission.
Maurice Martin du Gard lui offre alors la même rubrique aux Nouvelles littéraires et publie l’article refusé par la NRF. Trois mois plus tard, il est sur le point de démissionner encore, n’admettant pas qu’on lui demande de supprimer la phrase : « Libéré. Il est remarquable que le mot s’emploie également pour les soldats et pour les forçats ». Martin du Gard finit par céder, mais après d'autres menaces de censure, Léautaud quitte définitivement les Nouvelles littéraires six mois après le début de sa collaboration. Il écrit : « Les gens sont décidément bien drôles. Ils viennent chercher un monsieur parce qu'il a les oreilles de travers. Il n'y a pas deux mois qu'ils l'ont qu'ils l'entreprennent : « Vous ne pourriez pas les remettre droites ? » »

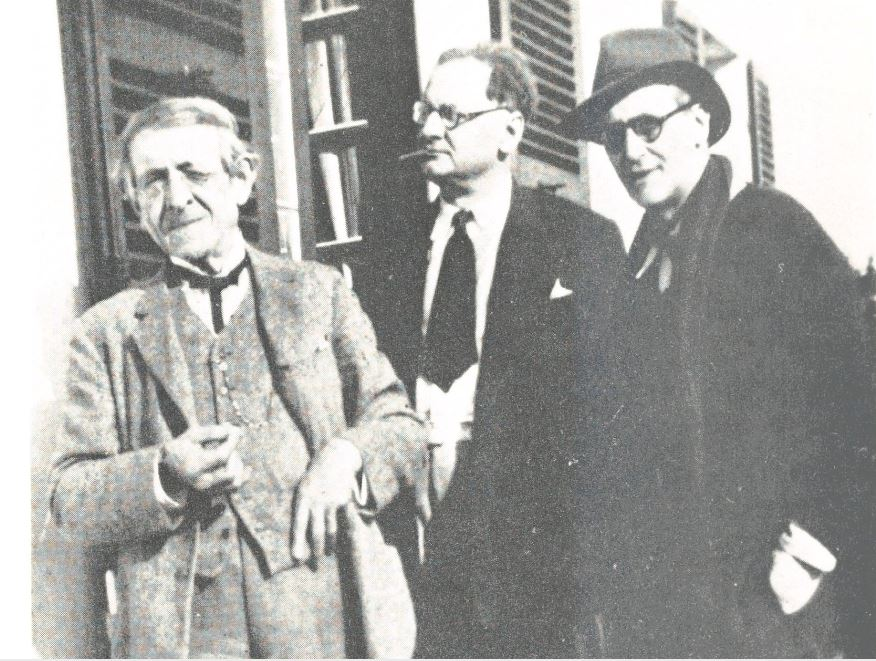
Paul Léautaud, André Billy et André Rouveyre vers 1938.

Réduit à ses appointements du Mercure, Léautaud connait des moments difficiles : « Quand je marque mes dépenses chaque jour, quand j'inscris 20 francs, il y a 15 francs pour les bêtes et 5 francs pour moi. Je vais avec des souliers percés, du linge en loques et souvent sale par économie, ce qui est une grande souffrance pour moi, je mange insuffisamment et des choses qui me répugnent, je porte mes vêtements au-delà de toute durée et toujours par économie ou impossibilité de les remplacer, je ne m'achète rien, je ne m'offre aucun plaisir, aucune fantaisie. Je vais même peut-être être obligé de cesser de m'éclairer à la bougie pour travailler, ce qui me plaît tant. Voilà ma vie à 52 ans accomplis ou presque. »
En 1939, Jean Paulhan lui demande de reprendre, cette fois sous son nom, dans la NRF, la chronique dramatique. Il accepte, mais, trois mois plus tard, survient une nouvelle rupture à la suite d’une chronique où il traite le savant Jean Perrin de « bavard démagogue » et de « sot malfaisant », pour avoir déclaré dans une réunion publique que « bientôt grâce aux loisirs tous pourront accéder à la grande culture ».
En novembre 1940, Drieu la Rochelle lui demande de reprendre la chronique dramatique dans la NRF. Une première chronique paraît en février 1941, mais la suivante est refusée.
Toutes ces chroniques ont été intégralement publiées chez Gallimard en 1958.
En 1939, Léautaud considère qu'il est temps de commencer la publication de son Journal dans le Mercure. Le directeur, Jacques Bernard, donne tout de suite son accord. La publication commence le 1er janvier 1940 dans le Mercure devenu mensuel, et se poursuit jusqu'au 1er juin, allant de 1893 à 1906.
En septembre 1941, Jacques Bernard le renvoie, « sans autre motif que le désir de ne plus le voir, et de la façon la plus grossière ».

### La notoriété
« Écrivain pour hommes de lettres » selon son expression, Paul Léautaud devient connu du grand public dans les années 1950 grâce à la radio. Mais il approche de 80 ans et la gloire — et l’argent — viennent bien tard.
Après son renvoi du Mercure, Léautaud se retire de plus en plus dans son pavillon de Fontenay avec ses bêtes. Venir à Paris le fatigue. Il faut le dévouement de Marie Dormoy et de quelques amis pour qu’il ne soit pas totalement isolé.
En 1950, à la demande de Robert Mallet, il accepte avec beaucoup de réticences d’enregistrer, pour la radio qu’il n’aime pas (il n’a pas d’appareil de radio chez lui), une suite de 28 Entretiens sur le Programme National, une des chaînes de la Radiodiffusion française, les lundis vers 21 h 15 et les jeudis à 21 h 40. Chaque entretien dure environ 15 minutes.

Léautaud n’a pas connaissance à l’avance des questions. L’opposition entre le ton volontairement conformiste et solennel de Mallet et la verve anticonformiste de Léautaud fait merveille. « Le vieux, c’est Mallet, le jeune, c’est Paul Léautaud », écrivent les critiques. 

« Nous n’avons jamais eu d’entretiens aussi vivants, intéressants et qui aient un pareil succès. »

— Paul Gilson, directeur des Services artistiques de la radio
« Je n’en reviens pas, on ne parle que de cela » dit Gide, peu avant sa mort. Devant le succès remporté, une deuxième série de 10 entretiens commence le premier dimanche de mai 1951, à 20 h 30 sur Paris-Inter.
Les propos de Léautaud sont bien sûr jugés trop audacieux pour être entendus dans leur intégralité. Tout ce qui touche à la famille, à la sexualité, à l’homosexualité, et notamment à celle de Gide, à l’armée et à la patrie, aux comportements des gens de lettres à la Libération est soumis à la censure. Mallet et Léautaud doivent revenir enregistrer certains passages pour les rendre conformes à ce que la radio peut offrir à ses auditeurs.

Léautaud note le 2 novembre 1950 dans son Journal, à propos de la scène, racontée par lui, où Firmin Léautaud couche avec sa mère et sa tante dans le même lit : 

« Le directeur de la radio a jugé qu’on ne pouvait offrir un pareil sujet aux familles, les familles dans la plupart desquelles il s’en passe bien d’autres. »

Le 9 avril 1951, à l’Assemblée nationale, où l’on délibère sur le budget de la radiodiffusion, un député MRP interpelle le gouvernement : « Nous avons entendu récemment pendant des semaines un critique, dont j’ai appris le nom en l’écoutant à la radio, déblatérer, traiter de tous les noms possibles ses contemporains et prétendre ne se plaire que dans la société des animaux. Je ne crois pas indispensable que de telles réflexions soient produites à la Radiodiffusion française. » Le ministre socialiste de l’Information répond : « Je crois, et une très nombreuse correspondance le confirme, que c’est tout à l’honneur de la radiodiffusion d’avoir donné à Monsieur Paul Léautaud un public plus large que celui du Mercure de France et qu’il n’est pas inutile que, sortant d’un conformisme quelquefois excessif, des voix comme la sienne puissent se faire entendre. »
Les journaux s’emparent de l’affaire. Le Canard enchaîné du 11 avril 1951 imagine une réponse de Léautaud au député. Combat prend la défense du vieil écrivain.
Ses livres se vendent, les revues sollicitent sa collaboration. Le Mercure de France lui fait l’hommage, pour ses 80 ans, d’un numéro spécial. Gallimard publie les Entretiens avec Robert Mallet (non censurés) à 30 000 exemplaires et fait intervenir Mallet pour obtenir la publication du Journal dans la bibliothèque de la Pléiade. Léautaud refuse.
Le Mercure demande la réimpression du Petit Ami. Léautaud refuse. Marie Dormoy lui propose de donner en échange le premier tome du Journal. Il finit par accepter et le premier tome est publié le 20 octobre 1954 à 6 000 exemplaires. Tous vendus en trois semaines, on en fait aussitôt un nouveau tirage.
« L’argent continue à me tomber. Je ne sais qu’en faire. Je n’ai envie de rien. Le régime que j’ai dû subir pendant la plus grande partie de ma vie d’employé m’a donné un pli que je garde. »
Le 21 janvier 1956, sentant ses forces diminuer, après avoir noyé sa guenon Guenette par crainte qu’après sa mort elle ne soit malheureuse, et confié à des amis les chats qui lui restent, il quitte sa maison pour s’installer à la Vallée-aux-Loups, dans la demeure de Chateaubriand, chez son ami le docteur Henri Le Savoureux (1881-1961) qui tient là, une maison de santé. Il  y meurt le 22 février.Il est inhumé dans l'ancien cimetière communal de Châtenay-Malabry, où il avait acheté, quinze ans auparavant, son futur emplacement, "éloigné de toutes les tombes à grand tralala de marbre, de colonnes et de dimension".

## Un intellectuel libre et «égotiste»
« J’ai toujours été fermé, comme écrivain, à l’ambition ou à l’exhibition, à la réputation, à l’enrichissement. Une seule chose a compté pour moi : le plaisir. Ce mot plaisir représente pour moi le moteur de toutes actions humaines. »
Paul Léautaud a écrit pour le plaisir, sans compromis, sans concession, uniquement préoccupé de lui-même. Totalement libre, il dit tout ce qu’il pense avec une franchise qui peut être brutale : « Je ne veux pas être un furieux, un apôtre, un réformateur. Je veux rester spirituel, ironique, rieur. Mais piquer, mordre, flanquer par terre en riant, non, je ne suis pas encore près de changer cela pour le reste. »
Grand admirateur de Stendhal, il se reconnaît volontiers un goût pour l’exploration égotiste : « J’ai un grand penchant [...] à parler de moi, de mes souvenirs. Aussi, dans mes songeries, j’aurai passé ma vie à me revivre ».
Il a pour principe qu’en écriture, « ne vaut que ce qu’on écrit d’un trait, la plume n’allant pas assez vite ». Le style doit être naturel, dépouillé, sans aucun embellissement. Il déteste le style poli, bien préparé.
« Je n’ai pas de dictionnaire, je n’ai pas besoin de chercher un mot, les faiseurs de beau style, les maniérés, les gens qui avalent leur canne pour écrire me font pitié. Un Flaubert, véritable ébéniste littéraire, qui astiquait pour que cela brille partout. Le résultat : la médiocrité et l’ennui. Il faut néanmoins, au moins des qualités de ton, de sensibilité, d’une certaine personnalité. La grande marque, c’est d’écrire en rapport complet avec l’homme qu’on est et que cela éclate. »
Ses maîtres sont Saint-Simon, Molière, La Rochefoucauld, Diderot, Voltaire, Chamfort et Stendhal : « La Rochefoucauld, Le Misanthrope, Chamfort, Le Neveu de Rameau, le Brulard, les Souvenirs d'égotisme, la Correspondance [de Stendhal] et ce que j’ai dans la tête. Les bibliothèques peuvent brûler. »
Autodidacte, ses maigres ressources consacrées uniquement à payer son loyer et à nourrir sa ménagerie d’animaux recueillis, il est fermé à beaucoup de choses : la musique, la peinture, la science, la philosophie. En littérature même, son domaine est étroit : il rejette le romantisme, n’aime pas les romans contemporains (il ne lit ni Proust, ni Céline), se méfie des poètes.
Athée, il assiste à une messe et déverse ensuite son sarcasme sur ces pratiquants « d’une incurable et monumentale bêtise » qui assistent en « crédules[s] respectueux à une pareille singerie ».
La politique ne l’intéresse pas. Il n’a jamais voté. « Je ne suis ni de droite, ni de gauche. Je sais fort bien ce que je suis : rien, neutre, indépendant, en marge. »
Il est élitiste. Sur le plan de l’esprit et de l’absence de préjugés, il se met au-dessus de la plupart de ses contemporains : « Sorti de l'école à 15 ans, mis aussitôt à travailler comme employé par mon père, ayant appris seul ce que je peux savoir, m'étant donné seul la culture que je peux avoir (je n'ai jamais cessé), m'étant perfectionné seul comme écrivain, cela n'a pas fait de moi un démocrate. Tout le contraire : un aristocrate. Je l'entends par mon esprit, ma façon de penser et de juger. Un antipédagogue, un antipopulaire. Le mot anarchiste par l'esprit conviendrait peut-être mieux. »

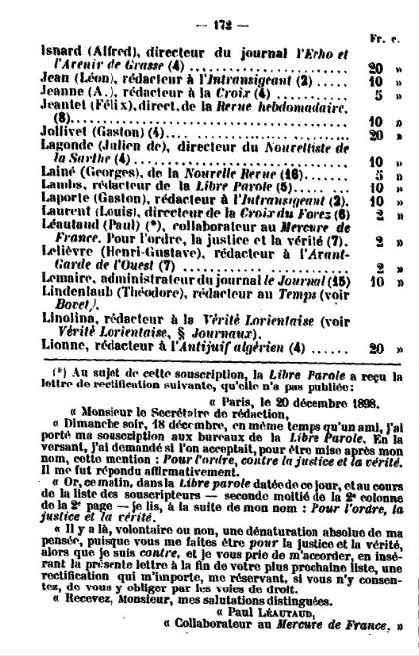
Affaire Dreyfus 1898
Liste de souscription au monument Henry lancée par La Libre Parole d’Édouard Drumont.
La provocation de Léautaud ne passe pas mais le journal publie sa lettre de protestation.

Il n’aime pas la démocratie, l’égalitarisme.
« La république, c’est la liberté. La démocratie, c’est la tyrannie. Nous le voyons aujourd’hui avec la dictature des syndicats, dont le gouvernement est le plat serviteur. On ne gouverne pas les hommes en leur laissant toute la liberté, mais en les maintenant. La liberté complète, c’est rapidement l’insoumission et le désordre, pire encore pour suivre. Et le mot de Rivarol reste vrai et le sera éternellement : « Malheur à ceux qui remuent le fond d’une nation ». »
Il est contre le suffrage universel, l’instruction gratuite et obligatoire, le droit de grève, les syndicats de fonctionnaires, le service militaire obligatoire, l’idée de patrie dans son sens vulgaire et agressif. Il est pour la hiérarchie, l’ordre, le règne de l’élite, la liberté de la presse, les droits professionnels des salariés, la remise à sa place de la haute finance.
Il rejette violemment, en 1936, le gouvernement du Front populaire, qu'il accuse de véhiculer l'utopie égalitaire en France. « C’est toujours la bourde de l’égalité de tous les hommes. Alors que dès la naissance l’inégalité commence. L’un a des qualités de l’esprit. L’autre en sera dénué. L’un aura une vie de curiosité, de progrès. L’autre une vie plus que végétative. Sans que les favorisés aient à s’enorgueillir d’être tels, ni les autres à rougir d’être le contraire. Composés chimiques différents, rien de plus. »
Pendant la Seconde Guerre mondiale, il est pro-allemand. Il porte sur les attentats perpétrés par la Résistance un jugement virulent : « La stupidité de tous ces crimes, en plus de leur lâcheté, est sans bornes », et estime que la réaction allemande est tout à fait mesurée ». En revanche, il ne cache pas, tout au long de son Journal, son admiration pour l’Angleterre : « La seule grande nation du monde, c’est l’Angleterre. Comme citoyens, comme société, comme législation civile, s’il y a encore un pays au monde où une certaine civilisation subsiste, c’est elle. Il n’y a qu’un pays au monde, un seul, que j’ai désiré connaître, c’est l’Angleterre. ». Le régime de Vichy lui apparaît comme un rempart contre le retour de l’ancienne équipe politique qu’il déteste, mais il refuse les offres de publication de son Journal qui lui sont faites par les journaux de la collaboration (Je suis partout).
En 1947, à un « déjeuner Malakoff » (déjeuners littéraires organisés par l’Américaine Florence Gould auxquels il est régulièrement convié avec son ami Jean Paulhan), « J’ai dit, au scandale de toute la table, que si l’Allemagne avait gagné la guerre, nous aurions aujourd’hui la paix et l’ordre, bien que je pense un peu, au fond de moi-même, qu’il vaut peut-être mieux que nous n’ayons pas eu à subir l’« ordre » allemand. Nous avons en tout cas bien besoin d’un « ordre » français. » En 1950, il adhère à l'Association des amis de Robert Brasillach.
Dreyfusard dans sa jeunesse (il raconte qu’en 1898, accompagnant son ami Paul Valéry, alors antidreyfusard, à la souscription pour le monument Henry, il verse par provocation 2 francs avec ce motif : « Pour l’ordre, contre la justice et la vérité »), il a pour ami Marcel Schwob, Marguerite Moreno et Rose Adler. Son antisémitisme apparaît dans ses chroniques théâtrales quand il attaque le théâtre « juif », surtout le théâtre de boulevard qu’il n’aime pas (Bernstein, Bataille, Porto-Riche, Donnay, Romain Coolus).
Bien qu’il ne se considère pas comme antisémite « socialement parlant », le mot juif revient très souvent dans son Journal à partir de 1936, à propos en particulier de Léon Blum, « l’illuminé à la voix de châtré » qui est, pour Léautaud à l’origine de tous les désordres avec son ministère du Front populaire.

## Le Journal littéraire

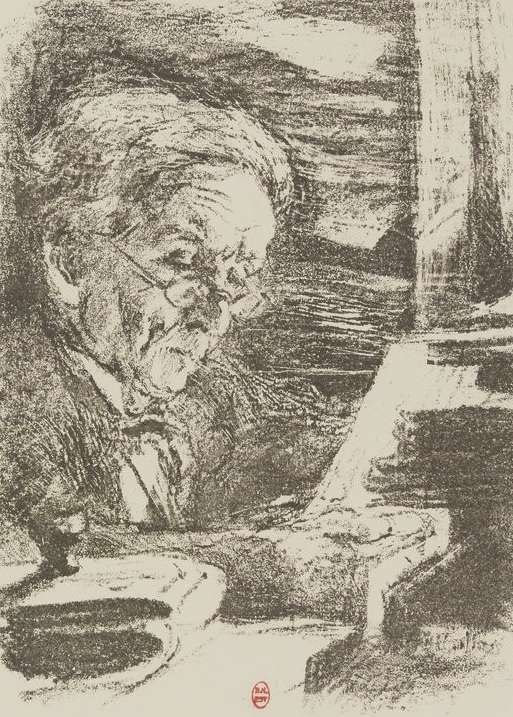
Léautaud en 1934 par Édouard Vuillard.
J’ai tenu pendant ma vie un Journal littéraire. Le diable emporte cette manie écrivante.

La grande œuvre de Paul Léautaud est son Journal écrit presque chaque jour pendant plus de 60 ans — de 1893 à sa mort en 1956 — au cours de longues veillées, à la lueur des chandelles.
« Je ris de moi, le soir, enfermé seul dans ma chambre, assis à mon petit bureau, devant mes deux bougies allumées, de me mêler d’écrire, pour quels lecteurs, Seigneur ! au temps que nous sommes. »
Ce sont des pages écrites chaque jour sur des faits, des circonstances du jour. Léautaud parle de ses impressions, de ses amours, de ses animaux. Son plus grand plaisir littéraire est de surprendre des gestes, des mots, des traits des personnages qu’il rencontre au Mercure de France (Jammes, Coppée, Gide, Valéry, Schwob, Rachilde, Colette, Henri de Régnier, André Billy, Georges Duhamel, François Mauriac, Ernst Jünger, André Malraux, Jean Cocteau, Marcel Jouhandeau, Drieu et bien d’autres).
« J’écris comme j’écris, comme j’ai toujours écrit : pour moi, avec mes sentiments, mes idées, sur ce qui m’occupe, m’intéresse, m’est heureux ou m’est pénible. Je suis tout entier dans ce que j’écris, je rapporte tout à moi. Il faut me prendre comme je suis ou me laisser. »
« Je ne suis pas, comme écrivain, un créateur. Je puis être un esprit original. Je puis même avoir une personnalité d’un certain relief. Je n’ai rien créé, je n’ai rien inventé. Je suis un rapporteur de propos, de circonstances, un esprit critique, qui juge, apprécie, extrêmement réaliste, auquel il est difficile d’en faire accroire. Rien de plus. Je peux ajouter : le mérite d’écrire avec chaleur, spontanément, sans travail, prompt et net, — et quelque esprit. » « La plupart des écrivains sont des compilateurs ou des inventeurs de sujets romanesques. Combien tirent leurs écrits d’eux-mêmes, de leur vie intérieure, de leur observation de la vie et des gens. »
Le Journal littéraire comprend 18 tomes plus un tome d’index dans l’édition originale (plus de 6 000 pages) auxquels il faut ajouter les fragments retirés du Journal littéraire ou écrits à part car jugés « trop vifs » par Léautaud. Ces fragments relatant crûment (« Je le dirai toujours, on doit pouvoir écrire tout ce qu’on veut. Le résultat moral ou immoral n’a aucun intérêt. »), mais jamais vulgairement, ses relations amoureuses avec Anne Cayssac surnommée « le Fléau » (1914-1930) et Marie Dormoy (1933-1936) ont été publiés après sa mort sous forme de quatre Journaux particuliers (1917-1930, 1933, 1935, 1936) et d'un Petit journal inachevé qui éclairent nombre de pages du Journal littéraire.
Le style du Journal est naturel et spontané. « Léautaud pratique, sans vulgarité, un français vivant, un savoureux mélange d’écriture et d’oralité, au fil d’un courant de pensée émotif, réactif, en verve. Pour peu qu’il ait découvert la voix de Léautaud dans ses fameux entretiens radiophoniques, le lecteur a l’impression, à chaque page, de l’entendre. Peu d’écrivains ont su rendre le dynamisme plastique de notre langue comme lui. Homme du XVIIIe siècle égaré au premier XXe, il a la sécheresse, le naturel, la facilité des grands maîtres de la prose française d’avant Chateaubriand. »

À partir de 1922, Léautaud donne volontiers aux revues littéraires qui lui en font la demande des extraits choisis, mais il recule longtemps devant les difficultés de publication de son Journal malgré son manque d’argent et les demandes répétées des éditeurs (Mercure de France, Gallimard, Grasset et autres) 

« De quelque côté que je me tourne pour sa publication posthume, si le temps me manque pour le publier moi-même, je ne vois que perspectives de tripatouillages, de suppressions, d’adultérations, de pusillanimités, de complaisances, de relations et de petits intérêts à ménager, moi bien enfermé dans ma caisse et mon publicateur ou ma publicatrice bien tranquille sur ce que je pourrais dire. »

Le premier tome du Journal littéraire ne sera publié au Mercure de France qu’en 1954, le deuxième en 1955, le troisième en 1956 deux mois après sa mort. Tous les autres tomes seront édités au Mercure sous la responsabilité de Marie Dormoy, directrice de la bibliothèque littéraire Jacques-Doucet, dernière liaison amoureuse de Léautaud, restée une amie dévouée et son exécutrice testamentaire.
« La patience qu'il a eu chaque soir de mettre sur le papier le compte rendu de sa journée ne mérite pas l'immortalité, mais elle la lui assurera », écrit son ami André Billy le 3 mars 1956 dans le Figaro Littéraire.
Ce Journal littéraire fut parfois très âprement jugé. Dans sa chronique Les livres, intitulée La victoire de Paul Léautaud, publiée dans le Figaro du 5 août 1961, à l'occasion de la publication du dixième volume du Journal littéraire, Robert Kanters se montre très critique à la fois sur l’œuvre et sur l’homme.

## Œuvres
- 1900, avec Adolphe van Bever : Poètes d'Aujourd'hui [1880-1900], morceaux choisis accompagnés de notices biographiques et d'un essai de bibliographie[56], Paris, Mercure de France :
  - Sommaire : Henri Barbusse - Henri Bataille - Tristan Corbière - André Fontainas - Paul Fort - René Ghil - Fernand Gregh - Charles Guérin - André-Ferdinand Hérold - Francis Jammes - Gustave Kahn - Jules Laforgue - Raymond de La Tailhède - Pierre Louÿs - Maurice Maeterlinck - Maurice Magre - Stéphane Mallarmé - Camille Mauclair - Stuart Merrill - Robert de Montesquiou - Jean Moréas - Pierre Quillard - Henri de Régnier  - Adolphe Retté - Jean-Arthur Rimbaud[57] - Georges Rodenbach - Albert Samain - Emmanuel Signoret - Laurent Tailhade - Paul Valéry - Émile Verhaeren - Paul Verlaine - Francis Vielé-Griffin.
- 1903 : Le Petit Ami[58], Paris, Mercure de France.
- 1909, en collaboration avec Van Bever : Poètes d'Aujourd'hui, morceaux choisis accompagnés de notices biographiques et d'un essai de bibliographie, Paris, Mercure de France :
  - En deux tomes ; ajouts : Lucie Delarue-Mardrus - Émile Despax - Max Elskamp - Remy de Gourmont -  Gérard d'Houville - Léo Larguier - Louis Le Cardonnel - Sébastien-Charles Leconte - Grégoire Le Roy - Jean Lorrain - Éphraïm Mikhaël - Albert Mockel - Comtesse Mathieu de Noailles - Ernest Raynaud - Paul-Napoléon Roinard - Saint-Pol-Roux - Fernand Séverin - Paul Souchon - Henry Spiess - Charles Van Lerberghe
- 1926 : Le Théâtre de Maurice Boissard : 1907-1923
- 1926 :  Villégiature, suivi de Un livre sur Paris, publié sous le pseudonyme de Maurice Boissard,  avec cinq bois gravés de Constant Le Breton, éditions de la Belle Page
  - Réédition Villégiature,  avec préface et notes d'Édith Silve, éd. Séquences, 1986.
- 1928 : Passe-Temps, Paris, Mercure de France.
- 1929, initialement en collaboration avec Van Bever : Poètes d'Aujourd'hui, morceaux choisis accompagnés de notices biographiques et d'un essai de bibliographie, Paris, Mercure de France :
  - En trois tomes ; ajouts de 1929 : Guillaume Apollinaire - André Castagnou - Jean Cocteau - Guy-Charles Cros  - Tristan Derème - Charles Derennes - Léon Deubel - Georges Duhamel - Édouard Dujardin - Fagus - Tristan Klingsor - Philéas Lebesgue - Maurice Maeterlinck - Louis Mandin - François Porché - Jules Romains - André Salmon - Cécile Sauvage - André Spire - Touny-Léris
- 1929, Lettres 1902-1918 (éditions Mornay)
- 1942 : Notes retrouvées (Imprimerie de Jacques Haumont, Paris) : « Lundi 25 août 1941. En triant de vieux papiers, je retrouve une série de notes que j'avais bien oubliées. Je ne sais plus si je les ai utilisées, ni si elles se trouvent à leur place dans mon « Journal ». Je les regroupe ici par ordre de dates (de 1927 à 1934). »
- 1943 : Le Théâtre de Maurice Boissard - 1907-1923 - avec un supplément
- 1945 : Marly-le-Roy et environs, Éditions du Bélier
- 1947 : Propos d'un jour, Mercure de France
- 1951 : Entretiens avec Robert Mallet, Paris, Gallimard.
- 1954 à 1966 : Journal littéraire 19 volumes, Paris, Mercure de France.
- 1956 : In Memoriam, Paris, Mercure de France.
- 1956 : Lettres à ma mère, Paris, Mercure de France.
- 1956 : Le Fléau. Journal particulier 1917-1930, Paris, Mercure de France. Ce Journal particulier concernant Anne Cayssac a été publié par Marie Dormoy. Il est incomplet, les années 1914-1916 prêtées par Léautaud à Anne Cayssac qui voulait les lire ayant été détruites par celle-ci.
- 1958 : Amours
- 1958 : Le Théâtre de Maurice Boissard : 1915-1941 (tome 2)
- 1959 : Bestiaire, Paris, Grasset.
- 1963 : Poésies
- 1964 : Le Petit ouvrage inachevé
- 1966 : Lettres à Marie Dormoy, Paris, Albin Michel, réimprimé en 1988.
- 1968 : Journal littéraire, Choix par Pascal Pia et Maurice Guyot
- 1968 : Correspondance Paul Léautaud-André Billy 1912-1955, Le Bélier
- 1986 : Journal littéraire, édition complète en 4 volumes, Paris, Mercure de France :
  1. Novembre 1893-Juin 1928 ;
  2. Juin 1928-Février 1940 ;
  3. Février 1940-Février 1956 ;
  4. Histoire du Journal [et Index].
- 1986 : Journal particulier 1933, présenté  par Edith Silve, Paris, Mercure de France.
- 1992 : Correspondance de Paul Léautaud, tome 1, 1878-1928 recueillie par Marie Dormoy, Paris, Mercure de France.
- 1992 : Correspondance de Paul Léautaud, tome 2, 1929-1956 recueillie par Marie Dormoy, Paris, Mercure de France.
- 2004 : Chronique poétique, Éditions Sigalla.
- 2012 : Journal particulier 1935, présenté par Edith Silve, Paris, Mercure de France.
- 2016 : Journal particulier 1936, présenté par Edith Silve, Paris, Mercure de France. Le Journal particulier concernant Marie Dormoy a été rédigé par Léautaud de 1933 à 1939 environ. Sa publication a commencé après la mort de Marie Dormoy en 1974. La période 1938-1939 n'a pas encore été publiée.
- 2020 : Journal particulier 1937, présenté par Edith Silve, Paris, Mercure de France.
- 2022 : Ami ou La Mort du Chien, transcription et gravures de Maxime Hoffman,  (ISBN 979-10-699-7233-9) . https://nouveautes-editeurs.bnf.fr/annonces.html?id_declaration=10000000807352&titre_livre=Ami_ou_La_Mort_du_Chien